# 國道31號 (印度)

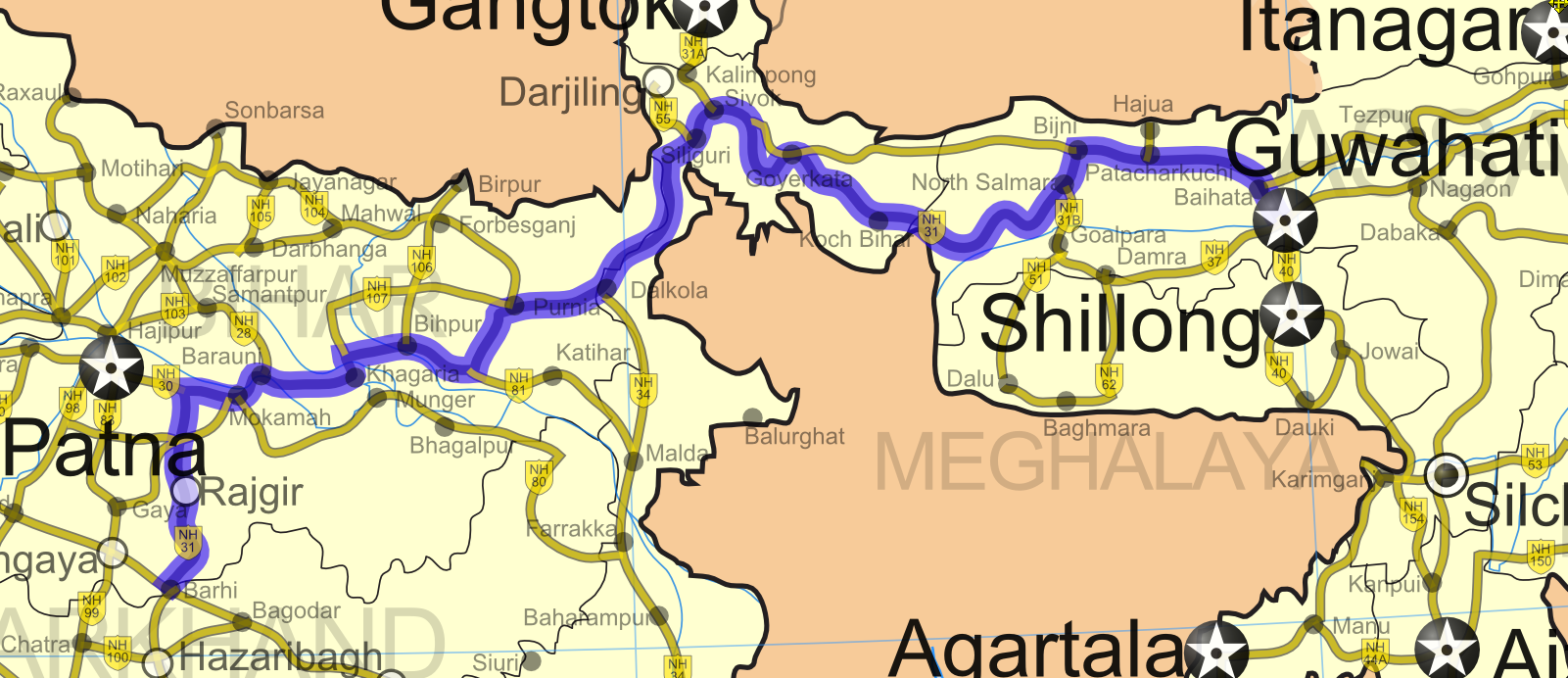
國道31號路線示意圖

國道31號（英語：National Highway 31，簡稱NH31）是連接印度東北部阿薩姆邦古瓦哈蒂和比哈爾邦伯爾希的國道，是連接印度東北部和印度其他地區的唯一公路。全長1,125公里。
此路經過的其他城市包括伯克蒂亞布爾、布爾尼亞（比哈爾邦）、達爾戈拉、西里古里（西孟加拉邦）。其中布爾尼亞—格爾格利亞和比傑尼—古瓦哈蒂的路段是東西走廊的一部分。